# Gallets
Els gallets (Serapias parviflora, Serapias: epònim de Serapis, parviflora: de flors petites) són una planta herbàcia de la família de les orquidiàcies. Floreixen l'abril o el maig.

## Sinonímia
- Serapias laxiflora var. parviflora (Parl.) Rchb.f. (1850)
- Serapiastrum parviflorum (Parl.) A.A. Eaton (1908)
- Serapias laxiflora Rchb.f. (1850)
- Serapias columnae Aurnier (1851)
- Serapias occultata J. Gay ex Willk. (1861)
- Serapias elongata Tod. (1876)
- Serapias parviflora f. lutescens Renz (1930)
- Serapias parviflora ssp. occultata (J. Gay) Maire & Weiller (1959)
- Serapias parviflora var. lutescens (Renz) Kalop. (1981)
- Serapias mascaensis H. Kretzschmar, G. Kretzschmar & Kreutz (1993)
- Serapias parviflora ssp. mascaensis (H. Kretzschmar, G. Kretzschmar & Kreutz) Kreutz (2004[2]